# Bring It On Home
Bring It On Home is een blueslied geschreven door de Amerikaanse bluescomponist Willie Dixon. Het nummer werd in 1963 voor het eerst opgenomen door de Amerikaanse bluesmuzikant Sonny Boy Williamson II. Het nummer werd twee jaar later, in 1965, op single uitgebracht bij Chess Records. In dat jaar verscheen het ook op het album The Real Folk Blues.

## Bezetting
- Sonny Boy Williamson II - zang, mondharmonica
- Matt “Guitar” Murphy - gitaar
- Milton Rector - basgitaar
- Al Duncan - drums
- Lafayette Leake - piano

Willie Dixon zelf nam het nummer in 1973 op voor zijn album Catalyst.

## Led Zeppelin versie
De Engelse rockband Led Zeppelin nam het nummer Bring It On Home op voor hun tweede album Led Zeppelin II uit 1969. Het is het negende en laatste nummer op het album.

### Opname en compositie
Het nummer is opgenomen in de Atlantic studio’s in New York tijdens de tweede concerttour van Led Zeppelin in 1969 in Noord-Amerika (Verenigde Staten en Canada). Het mondharmonica-spel van zanger Robert Plant is opgenomen in Vancouver.
Het begin en einde van het nummer zijn een duidelijk eerbetoon aan de originele uitvoering van Sonny Boy Williamson II, terwijl het middengedeelte geschreven is door gitarist Jimmy Page en Robert Plant.
Willie Dixon werd tot 1972 niet vernoemd als schrijver van het nummer. Zijn platenmaatschappij Chess Records klaagde Led Zeppelin echter aan voor schending van het auteursrecht, de zaak werd onderling geregeld voor een onbekend bedrag.
Page zei hier in 1977, tijdens een interview met Dave Schulps van het Amerikaanse muziektijdschrift Trouser Press, het volgende over:

Dat gedoe met "Bring It On Home", jeetje, er is maar een héél klein stukje overgenomen van Sonny Boy Williamsons versie en dat hebben we erin gedaan als een eerbetoon aan hem. En dan zeggen ze, "Oh, "Bring It On Home" is gejat". Nou, er zit maar een klein beetje in het nummer dat betrekking heeft op wat dan ook, alleen het einde.

### Live-uitvoeringen
De eerste live-uitvoering van Bring It On Home was op 7 januari 1970 tijdens een optreden in de Birmingham Town Hall in Birmingham (Engeland), in het kader van de concerttour door Engeland en Schotland begin 1970. Het nummer werd toen een paar keer als toegift gespeeld. Tijdens live-uitvoeringen was er sprake van sterk samenspel tussen het gitaarspel van Page, de drums van John Bonham en de basgitaar van John Paul Jones. Dit is duidelijk te zien op de Led Zeppelin DVD uit 2003 waarop een uitvoering staat die is opgenomen op 9 januari 1970, in de Royal Albert Hall in Londen. Een andere versie is te vinden op het album How the West Was Won uit 2003. Deze is opgenomen op 25 juni 1972 in de L.A. Forum, in de Amerikaanse stad Inglewood in de staat Californië. Beide uitvoeringen staan vermeld als Bring It On Home / Bring It On Back, waarbij Bring It On Home toegeschreven is aan Dixon en het middengedeelte van het nummer, Bring It On Back, aan Bonham, Jones, Page en Plant.
Vanaf 1973 werd het nummer van de setlist geschrapt. Het middengedeelte, Bring It On Back, werd echter behouden en diende onder de naam Bring It On Home als intro voor het nummer Black dog tijdens de concerttour door de Verenigde Staten in 1973. Dit is te zien in de concertfilm The Song Remains the Same uit 1976.
Page, Plant en Jones speelden het nummer ook tijdens de huwelijksreceptie van drummer Jason Bonham in mei 1990, waarbij Bonham zelf achter de drums plaatsnam.

### Bezetting
- Robert Plant - zang, mondharmonica
- Jimmy Page - elektrische gitaar
- John Paul Jones - basgitaar
- John Bonham - drums

## Andere cover-versies
Bring It On Home is, naast Led Zeppelin, door diverse artiesten gecoverd. De bekendste zijn:
- De Nederlandse band Q65 nam het nummer op voor hun debuutalbum Revolution uit 1966.
- De Engelse zanger Tom Jones nam het nummer in 2015 op voor zijn 41e studioalbum Long Lost Suitcase.
- De Amerikaanse band Dread Zeppelin nam het nummer in 1990 op voor hun debuutalbum Un-Led-Ed.
- De Amerikaanse bluesband Canned Heat nam het nummer in 1970 op voor hun livealbum Canned Heat '70 Concert Live in Europe 1970.